# Институт театра и кино Ли Страсберга
Институт театра и кино Ли Страсберга (англ. Lee Strasberg Theatre and Film Institute) — школа актёрского мастерства, основанная в 1969 году режиссёром Ли Страсбергом для обучения разработанному им методу актёрской игры, развивающему идеи Константина Станиславского. В настоящее время[когда?] институтом руководит вдова Страсберга — Анна.
Институт располагает учебными площадками в Нью-Йорке и в Голливуде. Среди его выпускников — ряд широко известных актёров, в частности Аль Пачино, Роберт де Ниро, Дастин Хоффман, Стив Бушеми, Анджелина Джоли и др. (см. Выпускники Института театра и кино Ли Страсберга).